# Fred Lopes
Fred Henriques Silva Lopes (sinh ngày 15 tháng 6 năm 1994) là một cầu thủ bóng đá người Cabo Verde thi đấu cho Famalicão.

## Sự nghiệp câu lạc bộ
Anh ra mắt chuyên nghiệp tại Giải bóng đá hạng nhất quốc gia Bồ Đào Nha cho Famalicão vào ngày 6 tháng 8 năm 2016 trong trận đấu trước Leixões.